# In bonis habere
L'in bonis habere era un istituto del diritto romano. L'acquisto del dominium ex iure Quiritium era subordinato per le res mancipi al compimento di un atto solenne (mancipatio o in iure cessio) che consentiva all'acquirente di diventare dominus. Il pretore, al fine di garantire le esigenze di certezza nei traffici commerciali, cominciò a tutelare l'acquirente sia contro i terzi sia contro lo stesso proprietario-alienante. Da tale tutela processuale accordata all'acquirente derivò appunto l'in bonis habere.
L'in bonis habere è in un certo senso affine all'odierno possesso e può essere definito come «situazione attiva di un rapporto assoluto reale in senso proprio, a carattere sostitutivo del dominium ex iure Quiritium e prevalente su quest'ultimo in caso di conflitto».
Si trattava di una situazione caratterizzata dal fatto che il soggetto acquistava una res non secondo i dettami dello ius civile.
L'in bonis habere determinava una situazione provvisoria, poiché era destinata a tramutarsi in proprietà con il decorso del tempo necessario all'usucapione. Nel caso in cui l'acquirente fosse stato spossessato della cosa era accordata a suo favore un'actio fictictia, denominata actio Publiciana.
Dunque in età classica prese forma l'idea che il dominium fosse una categoria suprema che si distingueva in due sottocategorie: il dominium ex iure Quiritium e l'eventuale in bonis habere pretorio. Caduta la distinzione tra res mancipi e res nec mancipi e abolita la mancipatio, Giustiniano elevò a ipotesi di proprietà tutte quelle in cui i classici avevano riconosciuto l'in bonis habere, favorendo la riduzione a unità del concetto di proprietà.